# Chiesa di San Martino (Traversetolo)
La chiesa di San Martino, nota anche come pieve di Traversetolo, è un luogo di culto cattolico dalle forme neoromaniche, situato in via San Martino 15 a Traversetolo, in provincia e diocesi di Parma; è sede di una parrocchia compresa nella zona pastorale della Pedemontana.

## Storia
L'originario luogo di culto fu probabilmente edificato nell'VIII secolo; tuttavia, la prima testimonianza certa della sua esistenza risale soltanto al 1005, quando la pieve fu nominata nell'Ordo Archipresbiterorum Plebium voluto dal vescovo di Parma Sigifredo II.
Il tempio fu forse ricostruito in forme romaniche tra l'XI e il XII secolo per volere della potente famiglia Baratti.
L'importanza della chiesa crebbe nei secoli successivi: come testimoniato dal Capitulum seu Rotulus Decimarum della diocesi di Parma del 1230, all'epoca dalla pieve di Traversitulo dipendevano sette cappelle del circondario: Guardasone, Vignale, Bottone, Torre, Sivizzano, Cazzola e Rivalta; a esse si aggiunse anche Bannone entro il 1354.
Tra il XIV e il XV secolo l'edificio, sviluppato su tre navate precedute da un esonartece, fu parzialmente modificato, conseguentemente alla costruzione del campanile accanto al presbiterio.
Tra il XVI e il XVII secolo furono aggiunte le cappelle: due sul lato nord, dedicate alla beata Vergine della Concezione e al Suffragio, e due ai lati del presbiterio, intitolate al santissimo Rosario e a sant'Antonio da Padova; inoltre, nel 1669 l'edificio fu profondamente ristrutturato in stile barocco e, al termine dei lavori, fu riconsacrato dal vescovo Carlo Nembrini.
Nel 1862, contestualmente ai lavori di abbassamento della quota del sagrato, fu demolito l'esonartece, per consentire il prolungamento delle navate.
Nel 1882 la chiesa fu danneggiata da un terremoto e conseguentemente sottoposta a lavori di restauro.
Nel 1903 fu demolito il campanile romanico e tre anni dopo fu innalzata al suo posto una nuova torre campanaria, disegnata dall'architetto Camillo Uccelli.
Il 7 settembre 1920 un devastante terremoto provocò profonde lesioni alla chiesa; negli anni successivi il luogo di culto, ormai inadeguato a ospitare la popolazione di Traversetolo, fu quasi completamente abbattuto, conservando solo la zona absidale e il corpo di fabbrica sulla sinistra, mentre al posto dell'antica pieve fu eretto un nuovo edificio in stile neoromanico, su progetto dell'ingegner Alfredo Provinciali; la chiesa, completata l'anno seguente, fu solennemente consacrata il 3 agosto 1929 alla presenza del vescovo Guido Maria Conforti.
Nei decenni successivi furono effettuati alcuni lavori all'interno della struttura: nel 1935 fu rialzato il presbiterio, nel 1947 fu realizzata accanto alla navata sinistra la cappella battesimale, conclusa nel 1978, e tra il 1960 e il 1972 furono coperti gli affreschi ottocenteschi ancora presenti.
Il 25 e il 27 gennaio del 2012 alcune scosse di terremoto danneggiarono l'edificio, che fu ristrutturato e consolidato strutturalmente nel 2014.

## Descrizione

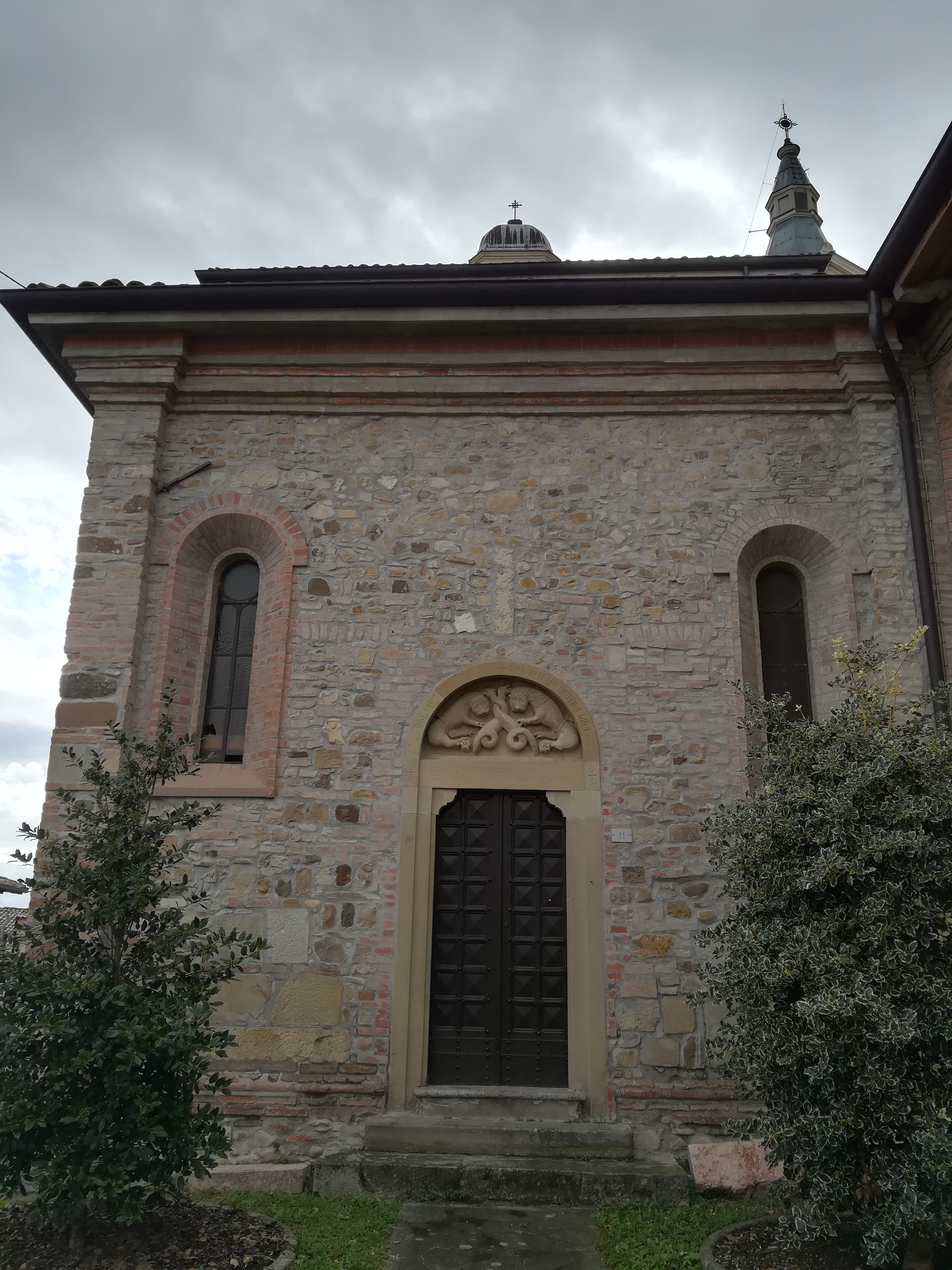
Transetto sinistro

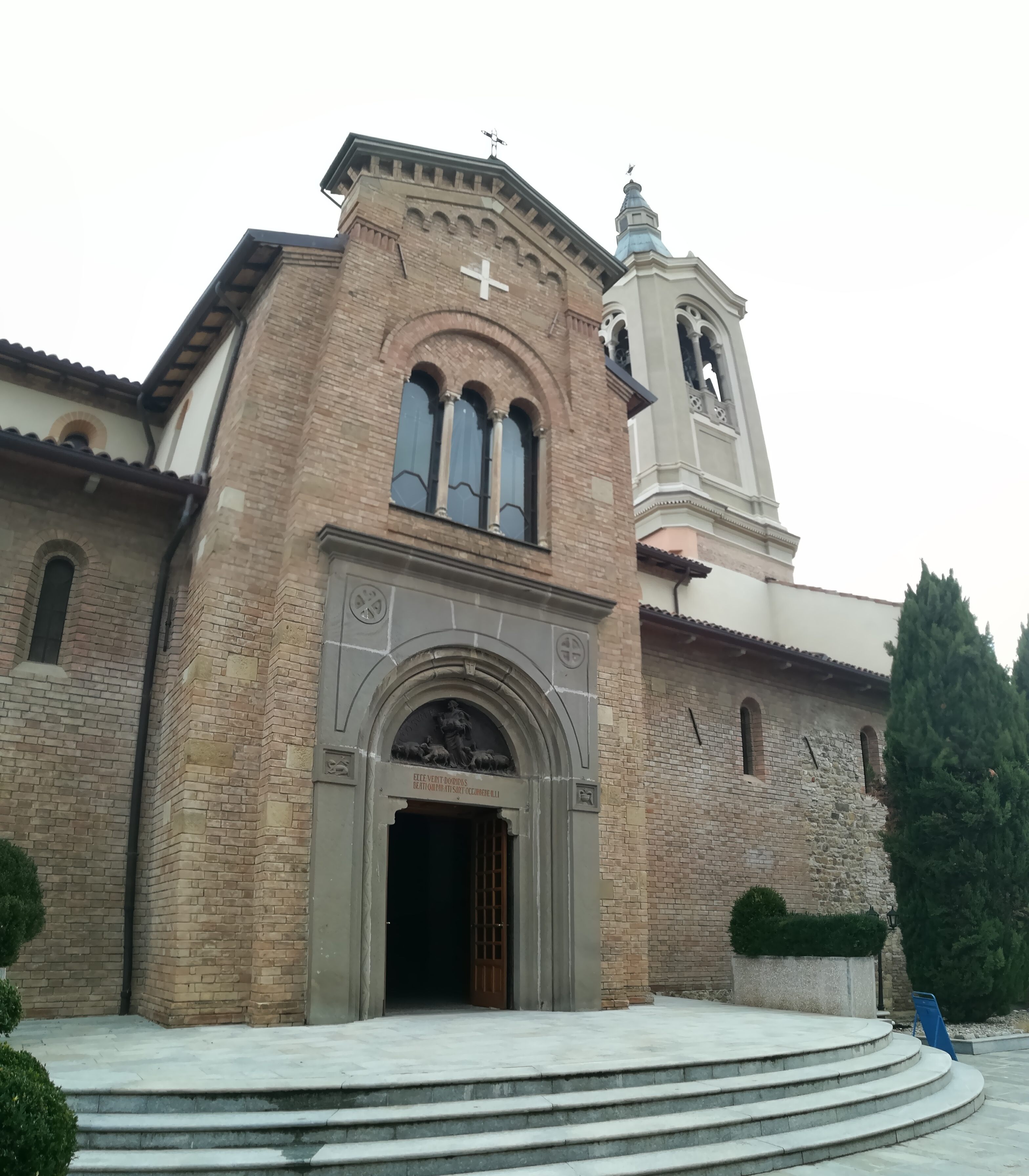
Transetto destro

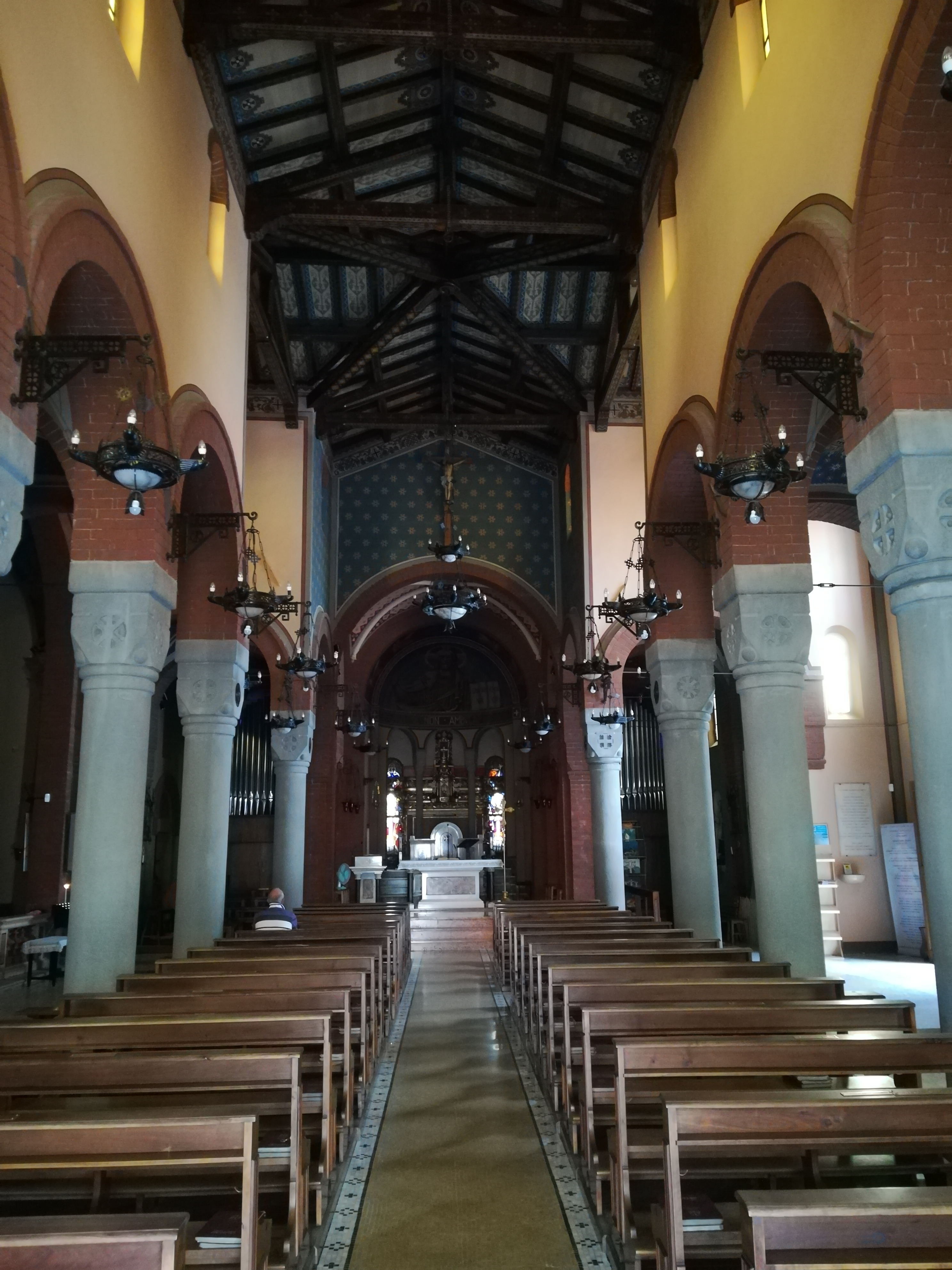
Navata centrale

La chiesa si sviluppa su un impianto basilicale a tre navate affiancate sulla sinistra da tre cappelle laterali, con ingresso principale a ovest e presbiterio absidato a est.
La simmetrica facciata a salienti, rivestita in mattoni e conci di pietra, è caratterizzata dalla presenza del protiro che inquadra l'ampio portale d'ingresso principale, sormontato dalla lunetta di San Martino e ornato sulla cornice con un fregio d'epoca romanica raffigurante un tralcio di vite; superiormente è collocato un ampio rosone, mentre ai lati si aprono due alte monofore ad arco a tutto sesto; in sommità corre un motivo ad archetti pensili in pietra grigia.
Dal fianco destro in laterizio, scandito da una serie di monofore, aggetta il ramo del transetto, al cui centro è collocato il portale d'accesso secondario in pietra grigia, profondamente strombato e coronato dalla lunetta del Buon pastore; al di sopra è posta una grande trifora con sottili colonnine, mentre in sommità corre un motivo ad archetti pensili in mattoni.
Dal fianco sinistro aggettano le due cappelle laterali e la sagrestia, rivestite interamente in laterizio; il lato occidentale della prima cappella è caratterizzato dalla presenza di un piccolo portale d'accesso, delimitato da una cornice in pietra e coronato dalla lunetta dei Leoni, rara testimonianza conservatasi integra dell'edificio romanico originario; il bassorilievo, risalente al XII o XIII secolo, raffigura allegoricamente la lotta tra il Bene, simboleggiato da due leoni, e il Male, rappresentato da due serpenti avvinghiati nel mezzo. Più avanti si eleva in corrispondenza del ramo del transetto l'alta cappella della Beata Vergine Assunta, absidata e decorata con lesene e trabeazione classica.
Sul retro si innalza in corrispondenza del presbiterio il campanile novecentesco, intonacato in corrispondenza della cella campanaria, che si apre sui quattro lati attraverso eleganti bifore balaustrate.
All'interno l'alta navata centrale, coperta da un soffitto a capriate lignee, è suddivisa dalle laterali, chiuse superiormente da volte a crociera, attraverso una serie di arcate in mattoni rette da colonne in pietra di Sarnico; in sommità i capitelli a cubo scantonato sono decorati con i monogrammi di Cristo.
Il presbiterio, leggermente rialzato, è coperto da una volta a crociera dipinta; sul fondo l'abside, affiancato da deambulatorio, è ornato sul catino da un affresco raffigurante Cristo Pantocratore. Alla sinistra del presbiterio si trova l'organo a canne, costruito dalla ditta Michelotto nel 1974 e dalla stessa restaurato nel 2009; dispone di 28 registri su due manuali e pedale ed è a trasmissione elettrica.
Accanto alla navata sinistra si aprono le tre cappelle. La prima accoglie il fonte battesimale. La seconda, dedicata al Suffragio, conserva l'antico altare maggiore risalente alla prima metà del XVIII secolo, un trono espositivo settecentesco e un affresco staccato raffigurante Sant'Agata. La terza, aperta in corrispondenza del transetto e dedicata alla beata Vergine Assunta, è coperta da una cupola decorata con gli affreschi rappresentanti l'Assunzione e i Dottori della Chiesa, dipinti da Pier Antonio Bernabei intorno al 1610; l'ambiente, preceduto da una balaustra settecentesca in marmo, accoglie un altare marmoreo seicentesco, con paliotto e ancona contenente una statua lignea del 1884 dell'Immacolata, un crocifisso risalente alla prima metà del XVIII secolo, un olio settecentesco raffigurante San Martino e il povero e un inginocchiatoio coevo.
La sagrestia settecentesca è chiusa superiormente da una volta decorata con stucchi barocchi e, nel mezzo, con i dipinti raffiguranti l'Immacolata e San Giuseppe, eseguiti forse da Giovanni Bolla; la stanza accoglie anche alcuni arredi settecenteschi intagliati, tra cui tre credenze e un armadio.
La chiesa conserva anche un capitello romanico risalente al XII o XIII secolo, scolpito con due sirene e un drago, una mensa d'altare del 1374, due calici del XVIII secolo, un ostensorio realizzato nel 1804 da Alessandro Bonani e un reliquiario settecentesco.